# Цесисская битва
Це́сисская битва (латыш. Cēsu kaujas), известная также как Венденская битва (нем. Schlacht von Wenden) или битва под Вынну (эст. Võnnu lahing) — одно из важнейших сражений в ходе борьбы за независимость прибалтийских государств. Решающая часть битвы произошла в период с 19 по 23 июня 1919 года между Эстонскими вооружёнными силами, в состав которых входили и латышские полки (т. н. Северолатвийская бригада), и войсками прогерманского латвийского правительства Ниедры, в состав которых входили Железная дивизия (сформированная из граждан Германии) и Прибалтийский Ландесвер (состоявший преимущественно из балтийских немцев). Латышские части ландесвера (Южнолатвийская бригада) во время боев сохранили фактический нейтралитет.
Битва произошла на севере Латвии, недалеко от города Цесис. Она началась ещё 5 июня, с захвата города немцами, и продолжалась с небольшими перерывами вплоть до 23 июня, когда эстонские и латвийские войска восстановили контроль над городом. Следствием победы при Цесисе стало развитие наступления объединённых войск Эстонии и Латвии на Ригу и её освобождение от немцев. Германские войска покинули Латвию, а Прибалтийский ландесвер перешёл под контроль латвийского правительства.
Победа Эстонии над войсками Ландесвера дала Латвии возможность укрепиться как национальному государству и одновременно усилила южную границу Эстонии. В современной Эстонии каждый год 23 июня данное событие празднуется как День Победы.
В Латвии 22 июня отмечается как День памяти героев.